# 羽村市動物公園
羽村市動物公園（はむらしどうぶつこうえん）は、東京都羽村市にある動物園である。現在の園長は林修治、指定管理者は株式会社横浜八景島。1978年5月1日、日本で初めての町営動物園として開園（当時は羽村町、1991年11月1日に市制）。
2022年2月28日、トラック・バスメーカーの日野自動車は同園のネーミングライツ・パートナーに就任し、同年4月1日から4年間、愛称を「ヒノトントンZOO」とすることを発表した。
「飼育動物の幸福な暮らし」を掲げて動物福祉の向上に力を入れている。
2018年に開園40周年を迎え、エントランスなどの改修工事が行われた。

## 飼育動物
| 哺乳類 - アミメキリン - アメリカビーバー - アライグマ - インドタテガミヤマアラシ - ウサギ - オグロプレーリードッグ - カラカル - キタリス - グラントシマウマ - コモンリスザル - サーバル - シセンレッサーパンダ - シベリアオオヤマネコ - シマハイエナ - シロオリックス - シロテテナガザル - シンリンオオカミ - スナネズミ - テンジクネズミ - トナカイ - ニホンイノシシ - ヒツジ（サフォーク種） - フェネック - フクロモモンガ - ボリビアリスザル - ホンドタヌキ - ホンドテン - マントヒヒ - ミーアキャット - ミゼットホース - ミニブタ - ムツオビアルマジロ - ヤギ - ヤクシカ - ラマ - ロバ - ワオキツネザル | 鳥類 - アオバズク - アカコンゴウインコ - アシボソキエリボウシインコ - アンデスコンドル - インドクジャク - エミュー - オオハクチョウ - オオハナインコ - カラフトフクロウ - ジュズカケバト - ダチョウ - タンチョウ - チリーフラミンゴ - ニワトリ（日本鶏） - ハワイガン - フンボルトペンギン - ベニコンゴウインコ - ホオカザリヅル - ホオジロカンムリヅル - ホロホロチョウ - マナヅル - ミノヒキ（蓑曳鶏） - モモイロペリカン - ルリコンゴウインコ - ワシミミズク - ワライカワセミ 爬虫類 - ケヅメリクガメ - ジーベンロックナガクビガメ - ビルマニシキヘビ |

## イベント
曜日や時間によって、動物とのふれあい体験、動物への餌やり体験、動物舎の見学などが行われている。

## エピソード
1981年に「太陽戦隊サンバルカン」第41話のロケ地として撮影が行われた。

## 施設情報
営業時間
- 3月から10月：午前9時から午後4時30分（最終入園時間：午後4時）
- 11月から2月：午前9時から午後4時（最終入園時間：午後3時30分）
- 休園日：毎週月曜と1月1日 （ただし月曜日が国民の休日に当たるときや繁忙期には開園）
- 午前6時から8時まで無料で早朝開園されているが動物園、駐車場は利用出来ない

料金
- 18歳未満：無料
- 18歳から65歳未満：500円
- 65歳以上：200円
- 身体障がい者手帳・療育手帳・精神障がい者保健福祉手帳の交付を受けている方及び付き添いの方（1名）：無料

年間パスポート
- おとな（18歳以上65歳未満）：1500円
- シニア（65歳以上）：600円

発行日より1年間有効

## 交通情報
- JR青梅線羽村駅東口から徒歩20分
- 立川バス長岡循環行き、または箱根ケ崎駅行き羽村団地下車
- JR八高線箱根ケ崎駅より立川バス羽村駅東口行き（長岡･羽村団地経由）で羽村団地下車
- 無料駐車場（210台、休日は有料）
- はむらん東コース動物公園前下車